# パナファーム・ラボラトリーズ
株式会社パナファーム・ラボラトリーズは、熊本県宇土市に本社を置いていた医薬品の試験受託メーカー。株主は三菱化学安全科学研究所であった。

## 沿革
- 1985年 - 会社設立
- 1986年 - 安全性研究所完成。
- 1988年 - 生化学研究所完成
- 1989年 - 安全性研究所増築
- 1990年 - 生化学研究所増築
- 1992年 - 代謝薬理研究所完成
- 1999年 - 株主変更(株式会社　三菱化学安全科学研究所)
- 2001年 - トランスジェニック研究棟増築
- 2002年 - 喘息・アレルギー研究棟増築
- 2003年 - 安全性研究所増築。薬理第1研究棟増築
- 2007年10月1日 - 三菱化学安全科学研究所に吸収合併され、同社の熊本研究所となる
- 2009年4月1日 - 三菱化学安全科学研究所が三菱化学メディエンスに吸収合併され、同社の試験研究センター熊本研究所となる

## 業務内容
- 安全性試験
- 安全性薬理試験
- TK・PK測定
- ホルモン・バイオマーカー測定
- 薬効薬理試験
- 薬物動態試験
- 抗体・生化学的試験
- トランスジェニック動物

## 関連会社
- 三菱化学安全科学研究所